# OMSI Der Omnibussimulator
OMSI der Omnibussimulator — гра в жанрі симулятора водія автобуса. Розроблена німецькою студією M - R Software.

## Історія розробки
Перша інформація про розробляється грі з'явилася 29 березня 2009 року. 17 квітня 2009 року розробниками була продемонстрована головна музична тема. 25 квітня було відкрито форум, присвячений OMSI. Практично відразу M - R Software оголосила про те, що гра буде доступна для моддингу і редагування, і вже 16 травня 2009 року було представлено 4 відеоуроки для 3D-редактора Blender, що оповідають про створення будівель для ігрового світу. 11 липня 2009 розробники уточнили деякі деталі геймплея — зокрема, що головним маршрутом буде 92, що пролягає по значній частині Західного Берліна, тоді ж була показана досить велика партія скріншотів. До 9 листопада 2009 року була перерва в новинах. Однак в день двадцятої річниці падіння Берлінської стіни з'явилася інформація про автобус MAN SD200 зразка 1985 року.
Протягом 2010 року була чергова тривала перерва, але 2 листопада 2010 року була анонсована попередня дата виходу гри — весна 2011 року, крім того, була оприлюднена ціна — 29,99 Євро. Крім цього, була оголошена сумісність з ігровими пристроями TrackIR. 12 грудня 2010 року розробники продемонстрували передрелізне відео, а 5 лютого 2011 — остаточна дата виходу — 18 лютого. 14 лютого був викладений для безкоштовного скачування набір розробника доповнень, а 18 лютого відбувся реліз коробкової та електронної (за допомогою сервісу Aerosoft) версій.
8 березня 2011 був випущений патч до версії 1.01, що виправляє багато помилок, а також вносить невеликі зміни в графіку. 21 грудня 2012 року була анонсована OMSI 2, попередній реліз якої був призначений на 4 квартал 2013 року. 30 листопада 2013 була затверджена остаточна дата виходу OMSI 2 — 11 грудня 2013 року (Steam-версія).

## Геймплей
У грі присутні двоповерхові автобуси MAN серій SD200 і SD202 з оригінальними логотипами виробника, представлені модифікації з 1977 по 1992 модельні роки. Місце дії — Західний Берлін кінця 1980-х, район Шпандау, а також маленьке містечко Грундорф, що позиціонується розробниками як навчально-тренувальна карта. Симулятор підтримує зміну часу доби, погоди, пір року. Ші-трафік має погану модель поведінки: хоч і дотримується норм ПДР: пріоритет проїзду перехресть, швидкісний режим, надання можливості перейти дорогу на переході; але зустрічаються також спеціально згенеровані грою порушники (підрізання при перестроюванні і т.п.), але іноді ряд з безлічі машин починає перебудовуватися в іншу смугу в унісон.
В OMSI 2 був доданий скрипт зчленування і два нових автобуса серій MAN NL202 і MAN NG272, а також часи руйнування Берлінської стіни.

## Ші-трафік
ШІ-трафік складається, в основному, з автомобілів Volkswagen Golf, Mercedes-Benz W123, Volkswagen T3, Opel Manta B, Citroën BX і MAN F90. У гру OMSI 2 були додані підтримані автомобілі Trabant і Mercedes-Benz T1. На відміну від OMSI 1, в OMSI 2 можна почути звук ШІ-машин.

## Підтримка модів
Симулятор підтримує безперешкодне використання користувацького контенту. Розробниками випущений SDK, що дозволяє редагувати більшість елементів ігрового світу і транспортних засобів. На офіційній Вікі-сторінці гри присутнє близько десятка різних посібників зі створення доповнень.
Починаючи з виходу версії 1.01, одними з перших призначених для користувача автобусів стали FBW 549, Karosa B 732 і ЛіАЗ-677. На даний момент номенклатура брендів виробників автобусів, створених і доданих гравцями, помітно розширилася. Серед них присутні як автобуси автозаводів країн СНД, так і зарубіжних виробників.
Розробниками були випущені офіційні платні доповнення Відень " і "Mercedes-Benz O305", що додають в гру відповідно карту міста Відень з автобусом Gräf und Steyr LU200, і автобус Mercedes-Benz O305 з картою міста Нойендорф. Також було випущено Доповнення "Три покоління", що додає три автобуси марки Mercedes-Benz різних поколінь. Пізніше з'явилося офіційне доповнення "Чикаго", що містить карту міста Чикаго (район Downtown) і характерні для місцевих маршрутів автобуси.
У квітні 2017 року вийшов аддон Citybus i280, що додає в гру угорські зчленовані автобуси Ikarus-280. Він став першим платним аддоном, випущеним російськими розробниками.
Також розробляються моди для ШІ-трафіку.

## Критика
Інтернет-ЗМІ 4Players позитивно оцінив OMSI. В огляді були відзначені багато технічних деталей і великі можливості налаштування, проте застаріла графіка, особливо зображення пасажирів, викликала негативну оцінку.
Рецензент PC Action дав грі негативну оцінку. Крім застарілої графіки критикувалися технічні помилки і низька продуктивність.